# Campeonato Brasiliense de Futebol Feminino de 2022
O Campeonato Brasiliense Feminino de 2022 é a vigésima sexta edição desta competição de futebol feminino organizada pela Federação de Futebol do Distrito Federal (FFDF).
A competição é composta de duas fases e é disputada por oito equipes entre os dias 3 de setembro e 12 de novembro. Na fase inicial, os participantes se enfrentaram em turno único, classificando para a final os quatro melhores colocados. Nas fases eliminatórias, o resultado agregado das duas partidas definiram quem avançou à fase seguinte.

## Formato e participantes
O Campeonato Brasiliense Feminino de 2022 é disputado por oito agremiações em três fases distintas: na primeira, os participantes se enfrentaram em turno único. Após sete rodadas, os quatro primeiros se qualificaram para as semifinais, disputadas entre o clube melhor colocado na primeira fase e o quarto melhor e entre o segundo e o terceiro. Os vencedores avançarão para a final. Esta terceira e última fase será disputada também em duas partidas, com o mando de campo da última partida para o clube com melhor campanha. As doze agremiações que participam desta edição são:
| Equipe         | Localidade | Títulos                                       | Ref.  |
| -------------- | ---------- | --------------------------------------------- | ----- |
| Capital-DF     | Paranoá    | 1 (2013)                                      | [ 5 ] |
| Ceilândia      | Ceilândia  | —                                             | [ 5 ] |
| CRESSPOM       | Brasília   | 7 (2007, 2008, 2009, 2011, 2012, 2014 e 2015) | [ 5 ] |
| Estrelinha     | Ceilândia  | —                                             | [ 5 ] |
| Legião         | Brasília   | —                                             | [ 5 ] |
| Minas Brasília | Brasília   | 3 (2016, 2017 e 2018)                         | [ 5 ] |
| Real Brasília  | Brasília   | 3 (2019, 2020 e 2021)                         | [ 5 ] |
| Sobradinho     | Sobradinho | —                                             | [ 5 ] |

## Resultados
Os resultados das partidas da competição estão apresentados nos chaveamentos abaixo. A primeira fase foi disputada por pontos corridos, com os seguintes critérios de desempates sendo adotados em caso de igualdades: número de vitórias, saldo de gols, número de gols marcados, número de cartões vermelhos recebidos, número cartões amarelos recebidos e sorteio. Por outro lado, as fases eliminatórias consistirão de partidas de ida e volta, as equipes mandantes da primeira partida estão destacadas em itálico e as vencedoras do confronto, em negrito. Conforme preestabelecido no regulamento, o resultado agregado das duas partidas definirá quem avançará à final.

### Fase final
|  | Semifinais     | Semifinais    | Semifinais | Semifinais |   |                | Final | Final | Final | Final |
|  |                |               |            |            |   |                |       |       |       |       |
|  | Minas Brasília | 5             | 0          | 5          |   |                |       |       |       |       |
|  | CRESSPOM       | 1             | 1          | 2          |   |                |       |       |       |       |
|  | CRESSPOM       | 1             | 1          | 2          |   | Minas Brasília | 1     | 0     | 1     |       |
|  |                |               |            |            |   | Minas Brasília | 1     | 0     | 1     |       |
|  |                | Real Brasília | 5          | 0          | 5 |                |       |       |       |       |
|  | Capital-DF     | Real Brasília | 5          | 0          | 5 | 0              | 1     | 1     |       |       |
|  | Capital-DF     |               |            |            |   | 0              | 1     | 1     |       |       |
|  | Real Brasília  | 3             | 11         | 14         |   |                |       |       |       |       |

## Premiação
| Campeão do Campeonato Brasiliense de Futebol Feminino de 2022 |
| ------------------------------------------------------------- |
| Real Brasília Campeão (4° título)                             |